# Infrarot – Wider die Utopie des totalen Lebens
Infrarot – Wider die Utopie des totalen Lebens ist der Titel einer Sammlung von persönlich-politischen Essays, die 1983 als Sammelband im Rotbuch Verlag erschien. Der Band wurde von Matthias Horx, Cora Stephan und Albert Christian Sellner herausgegeben. Das Buch hinterfragte 15 Jahre nach 1968 die damaligen radikalen Utopien und propagierte insgesamt eine Abkehr von Vorstellungen und Idealen der 68er-Generation (Fundamentalopposition, grundsätzliche Systemkritik). Es warb u. a. für Ökologie, Verantwortung und einen neuen Realismus, und hatte Einfluss auf Diskussionen innerhalb der damaligen Grünen auch im Vorfeld späterer rot-grüner Koalitionen (Realpolitik). Das Buch wurde aber auch als „reaktionär“ aufgenommen.

## Inhalt

### Einleitung
In der Einleitung heißt es: »Wir weigern uns, die Erfahrungen der „wilden Zeit“ mit Verachtung beiseitezuschieben, zur brutalen Sicherheit des Bestehenden zurückzukehren und mit geknickter Resignation das Scheitern zu bekunden. Wir wenden uns aber ebenso gegen Selbstmitleid, wie es insbesondere jene pflegen, die noch immer unentwegt die Fahne hochhalten.«
Man habe zu lange marxistische „Revolutionsfahrpläne“ diskutiert, Revolutionen in Vietnam, Kambodscha und im Iran hätten aber nur zu „blutigen Terrorregimen“ geführt.
Nach den Geschehnissen des „Deutschen Herbst“ 1977 (RAF) hätten sich stattdessen schließlich „antitotalitäre“ und „kulturrevolutionäre Elemente“ zu einer Vision des „totalen Lebens“ verdichtet.
Ethnologie, Psychologie, Anthropologie traten an die Stelle der alten Leitwissenschaften Soziologie und Ökonomie, statt revolutionärer Hoffnung verlegte man sich auf den Gestus der täglichen Revolte. Das Alltagsleben wurde politisch.
Man habe sich auf „Inseln“ und in „Nischen“ zurückgezogen, die Scene habe dabei die Wärme der Familie ersetzen sollen.
Die eigenen Errungenschaften werden hinterfragt:
»Wir verfügen zwar nicht über die Macht im Staat. Aber daran haben wir mitgestrickt: schleichend hat sich die Arbeitsmoral zersetzt; Leistung kann nicht mehr unbefragt gefordert werden; der noch vor fünfzehn Jahren stürmisch gefeierte Fortschritt darf, ja muss allerorts skeptisch betrachtet werden.«
Man habe Einfluss in die Gesellschaft hinein ausgeübt, die Öffentliche Meinung mitgeprägt.
Zwar gäbe es weiterhin Atomkraftwerke und Umweltzerstörung, Werte der 68er seien zudem „vermarktet und integriert“ worden. Der „eiserne Markt“ regiere.
Aber Projektionen eines nahenden 1984, eines neuen Faschismus und der Apokalypse seien real nicht eingetreten. Man dürfe sich, auch angesichts grüner Erfolge, daher der Realität nicht mehr verweigern:
»Heute wollen wir arbeiten, aber keine neue Arbeitsmoral, wir sind für Leistung, aber gegen ein Leistungsprinzip, wir schätzen Kompetenz, aber nicht die Hierarchie der „Qualifikationen“«. Man sei gnädiger geworden.

### Essays
- Matthias Horx: Das Märchen vom Erwachsenwerden
- Cora Stephan: Grundsätzlich fundamental dagegen – Basis oder Demokratie?
- Richard Herding: Am Anfang war das Kollektiv …
- Willi und Friedrich Barabas: Strafe muss sein? Über staatliches Gewaltmonopol und Basisjustiz
- Matthias Beltz: Nur Lumpe sind bescheiden – Avantgarde, Elite und ich (Beltz sieht Ex-68er als neue „Anarcho-Elite“ und neuen „Adel“)
- Albert Christian Sellner: Die Chaoten als Ordnungsmacht. Zur Generationsgeschichte der Bundesrepublik
- Matthias Horx: Wir müssen immer tun, was wir wollen – Nach-Forschungen über antiautoritäre Kindererziehung
- Jimmy Cooke/Dieter Kleinschmidt: Werdet selten!